# Premi BAFTA 2005
La 58ª edizione dei British Academy Film Awards, conferiti dalla British Academy of Film and Television Arts alle
migliori produzioni cinematografiche del 2004, ha avuto luogo il 12 febbraio 2005.

## Vincitori e candidati

### Miglior film
- The Aviator, regia di Martin Scorsese
- I diari della motocicletta (Diarios de motocicleta), regia di Walter Salles
- Neverland - Un sogno per la vita (Neverland), regia di Marc Forster
- Se mi lasci ti cancello (Eternal Sunshine of the Spotless Mind), regia di Michel Gondry
- Il segreto di Vera Drake (Vera Drake), regia di Mike Leigh

### Miglior film britannico
- My Summer of Love, regia di Paweł Pawlikowski
- L'alba dei morti dementi (Shaun of the Dead), regia di Edgar Wright
- Dead Man's Shoes - Cinque giorni di vendetta (Dead Man's Shoes), regia di Shane Meadows
- Harry Potter e il prigioniero di Azkaban (Harry Potter and the Prisoner of Azkaban), regia di Alfonso Cuarón
- Il segreto di Vera Drake (Vera Drake)

### Miglior film non in lingua inglese
- I diari della motocicletta • Argentina/Cile/Perù/USA/Germania/Gran Bretagna/Francia
- Les choristes - I ragazzi del coro (Les choristes), regia di Christophe Barratier • Francia
- La foresta dei pugnali volanti (十面埋伏), regia di Yimou Zhang • Cina
- Una lunga domenica di passioni (Un long dimanche de fiançailles), regia di Jean-Pierre Jeunet • Francia
- La mala educación, regia di Pedro Almodóvar • Spagna

### Miglior regista
- Mike Leigh – Il segreto di Vera Drake (Vera Drake)
- Marc Forster – Neverland - Un sogno per la vita (Neverland)
- Michel Gondry – Se mi lasci ti cancello (Eternal Sunshine of the Spotless Mind)
- Michael Mann – Collateral
- Martin Scorsese – The Aviator

### Miglior attore protagonista
- Jamie Foxx – Ray
- Jim Carrey – Se mi lasci ti cancello (Eternal Sunshine of the Spotless Mind)
- Leonardo DiCaprio – The Aviator
- Johnny Depp – Neverland - Un sogno per la vita
- Gael García Bernal – I diari della motocicletta (Diarios de motocicleta)

### Migliore attrice protagonista
- Imelda Staunton – Il segreto di Vera Drake (Vera Drake)
- Charlize Theron – Monster
- Kate Winslet – Neverland - Un sogno per la vita
- Kate Winslet – Se mi lasci ti cancello (Eternal Sunshine of the Spotless Mind)
- Ziyi Zhang – La foresta dei pugnali volanti (十面埋伏)

### Miglior attore non protagonista
- Clive Owen – Closer
- Alan Alda – The Aviator
- Phil Davis – Il segreto di Vera Drake (Vera Drake)
- Rodrigo de la Serna – I diari della motocicletta (Diarios de motocicleta)
- Jamie Foxx – Collateral

### Migliore attrice non protagonista
- Cate Blanchett – The Aviator
- Julie Christie – Neverland - Un sogno per la vita (Neverland)
- Heather Craney – Il segreto di Vera Drake (Vera Drake)
- Natalie Portman – Closer
- Meryl Streep – The Manchurian Candidate

### Migliore sceneggiatura originale
- Charlie Kaufman –  Se mi lasci ti cancello (Eternal Sunshine of the Spotless Mind)
- Stuart Beattie – Collateral
- Mike Leigh – Il segreto di Vera Drake (Vera Drake)
- John Logan – The Aviator
- James L. White – Ray

### Migliore sceneggiatura non originale
- Alexander Payne e Jim Taylor  – Sideways - In viaggio con Jack (Sideways)
- Christophe Barratier e Philippe Lopes-Curval – Les choristes - I ragazzi del coro (Les choristes)
- Patrick Marber – Closer
- José Rivera – I diari della motocicletta (Diarios de motocicleta)
- David Magee – Neverland - Un sogno per la vita (Neverland)

### Migliore fotografia
- Dion Beebe e Paul Cameron – Collateral
- Éric Gautier – I diari della motocicletta (Diarios de motocicleta)
- Robert Richardson – The Aviator
- Roberto Schaefer – Neverland - Un sogno per la vita (Neverland)
- Zhao Xiaoding – La foresta dei pugnali volanti (十面埋伏)

### Migliore scenografia
- Dante Ferretti  – The Aviator
- Stuart Craig – Harry Potter e il prigioniero di Azkaban (Harry Potter and the Prisoner of Azkaban)
- Tingxiao Huo – La foresta dei pugnali volanti (十面埋伏)
- Gemma Jackson – Neverland - Un sogno per la vita (Neverland)
- Eve Stewart – Il segreto di Vera Drake (Vera Drake)

### Migliori musiche
- Gustavo Santaolalla – I diari della motocicletta (Diarios de motocicleta)
- Craig Armstrong – Ray
- Bruno Coulais – Les choristes - I ragazzi del coro (Les choristes)
- Jan A.P. Kaczmarek – Neverland - Un sogno per la vita (Neverland)
- Howard Shore – The Aviator

### Miglior montaggio
- Valdís Óskarsdóttir – Se mi lasci ti cancello (Eternal Sunshine of the Spotless Mind)
- Thelma Schoonmaker – The Aviator
- Jim Miller e Paul Rubell – Collateral
- Long Cheng – La foresta dei pugnali volanti (十面埋伏)
- Jim Clark – Il segreto di Vera Drake (Vera Drake)

### Migliori costumi
- Jacqueline Durran – Il segreto di Vera Drake (Vera Drake)
- Alexandra Byrne – Neverland - Un sogno per la vita (Neverland)
- Sandy Powell – The Aviator
- Sammy Sheldon – Il mercante di Venezia (The Merchant of Venice)
- Emi Wada – La foresta dei pugnali volanti (十面埋伏)

### Miglior trucco e acconciature
- The Aviator – Morag Ross, Kathryn Blondell, Sian Grigg
- La foresta dei pugnali volanti (十面埋伏) – Lee-na Kwan, Xiaohai Yang, Siu-Mui Chau
- Harry Potter e il prigioniero di Azkaban (Harry Potter and the Prisoner of Azkaban) – Amanda Knight, Eithne Fennel, Nick Dudman
- Neverland - Un sogno per la vita (Neverland) – Christine Blundell
- Il segreto di Vera Drake (Vera Drake) – Christine Blundell

### Miglior sonoro
- Ray – Karen M. Baker, Per Hallberg, Steve Cantamessa, Scott Millan, Greg Orloff, Bob Beemer
- The Aviator – Philip Stockton, Eugene Gearty, Petur Hliddal, Tom Fleischman
- Collateral – Elliott Koretz, Lee Orloff, Michael Minkler, Myron Nettinga
- La foresta dei pugnali volanti (十面埋伏) – Jing Tao, Roger Savage
- Spider-Man 2 – Paul N.J. Ottosson, Kevin O'Connell, Greg P. Russell, Jeffrey J. Haboush

### Migliori effetti speciali
- The Day After Tomorrow - L'alba del giorno dopo (The Day After Tomorrow) – Karen E. Goulekas, Neil Corbould, Greg Strause, Remo Balcells
- The Aviator – Robert Legato, Peter G. Travers, Matthew Gratzner, R. Bruce Steinheimer
- La foresta dei pugnali volanti (十面埋伏) – Angie Lam, Andy Brown, Kirsty Millar, Luke Hetherington
- Harry Potter e il prigioniero di Azkaban (Harry Potter and the Prisoner of Azkaban) – John Richardson, Roger Guyett, Tim Burke, Bill George, Karl Mooney
- Spider-Man 2 – John Dykstra, Scott Stokdyk, Anthony LaMolinara, John Frazier

### Miglior cortometraggio
- The Banker, regia di Hattie Dalton
- Can't Stop Breathing, regia di Amy Neil
- Elephant Boy, regia di Rene Mohandas
- Knitting a Love Song, regia di Debbie Ballin, Annie Watson
- Six Shooter, regia di Martin McDonagh

### Miglior cortometraggio d'animazione
- Birthday Boy, regia di Sejong Park
- City Paradise, regia di Gaëlle Denis
- Heavy Pockets, regia di Sarah Cox
- His Passionate Bride, regia di Monika Forsberg
- Little Things, regia di Daniel Greaves

### Miglior esordio britannico da regista, sceneggiatore o produttore
- Amma Asante (regista/sceneggiatrice) – A Way of Life
- Shona Auerbach (regista) – Dear Frankie
- Andrea Gibb (sceneggiatrice) – AfterLife
- Nira Park (produttrice) – L'alba dei morti dementi (Shaun of the Dead)
- Matthew Vaughn (regista) – The Pusher (Layer Cake)